# 1947 az irodalomban
Az 1947. év az irodalomban.

## Megjelent új művek

### Próza
- Ray Bradbury első novelláskötete: Dark Carnival (Sötét karnevál)
- Italo Calvino: Il sentiero dei nidi di ragno (A pókfészkek ösvénye)
- Albert Camus regénye: La Peste (A pestis)
- Ferreira de Castro regénye: A Lã e a Neve (Napfényes házikó)
- Theodore Dreiser regénye: The Stoic (posztumusz kiadás)
- Hans Fallada posztumusz kiadott regénye: Jeder stirbt für sich allein (Halálodra magad maradsz)
- Jean Genet regénye: Querelle de Brest
- Jean Giono regénye: Un roi sans divertissement (Az unatkozó király)
- Kavabata Jaszunari: Hóország
- Sinclair Lewis regénye: Kingsblood Royal (Királyi vér)
- Malcolm Lowry japán író regénye: Under the Volcano (Vulkán alatt)
- Thomas Mann: Doktor Faustus  (Doktor Faustus: Das Leben des deutschen Tonsetzers Adrian Leverkühn, erzählt von einem Freunde)
- Gabriel García Márquez: Eyes of a Blue Dg (Ojos de perro azul)
- William Somerset Maugham elbeszélései:  Creatures of Circumstance
- Alberto Moravia regénye: La Romana (A római lány)
- Vladimir Nabokov: Bend Sinister (Baljós kanyar)
- Dazai Oszamu: Sajó (Hanyatló nap), kisregény
- Raymond Queneau: Stílusgyakorlatok (Exercices de style)
- Gerard Reve holland író, költő első regénye: De Avonden (Az esték)
- Kenneth Roberts: Lydia Bailey
- John Steinbeck regénye: The Wayward Bus (A szeszélyes autóbusz
- Boris Vian regényei:
  - L'Écume des jours (Tajtékos napok)
  - L'Automne à Pékin (Pekingi ősz)

### Költészet
- W. H. Auden hosszú költeménye:  The Age of Anxiety: A Baroque Eclogue (A félelem kora. Barokk ekloga)
- Tadeusz Różewicz verseskötete: Niepokój (Nyugtalanság)
- Nelly Sachs verseskötete: In den Wohnungen des Todes (A halál lakásaiban)

### Dráma
- Jean Anouilh: L'Invitation au Château, bemutató
- Wolfgang Borchert drámája: Draussen vor der Tür (Az ajtón kívül), bemutatója előbb rádiójátékként, majd színházban
- Jean Genet: Les Bonnes (A cselédek), bemutató
- Arthur Miller: All My Sons (Édes fiaim), bemutató
- Tennessee Williams: A Streetcar Named Desire (A vágy villamosa), bemutató

### Magyar irodalom
- Illyés Gyula versei: Szembenézve
- Szabó Lőrinc lírai önéletrajza: Tücsökzene
- Vas István verseskötete: Kettős örvény, benne az Óda az Észhez c. költemény
- Weöres Sándor verseskötete: A fogak tornáca
- Déry Tibor:
  - A befejezetlen mondat, (a háromkötetes regény 1937-ben készült el, de csak ekkor jelenik meg)
  - színműve: Tükör (bemutató a Nemzeti Színházban)
- Jékely Zoltán regénye: A halászok és a halál
- Németh László regénye: Iszony
- Sőtér István regénye: Bűnbeesés
- Illés Endre drámája: A mostoha

## Születések
- január 22. – Vladimir Oravsky svéd író, drámaíró és rendező
- január 30. – Hendi Ilma svéd-székely költő, író, műfordító († 2021)
- február 3. – Paul Auster amerikai író, költő, műfordító, forgatókönyvíró
- február 5.– Kartal Zsuzsa költő, kritikus, műfordító († 2011)
- február 15.– Nádasdy Ádám magyar nyelvész, költő, műfordító, esszéista; 2016-ban jelent meg Dante Isteni színjátékáról készített fordítása
- április 12. – Tom Clancy amerikai író, akit leginkább a hidegháború idején és után játszódó kémkedési, katonai regényeiről ismernek († 2013)
- április 14. – Keszeli Ferenc költő, író, újságíró, műfordító
- június 3.– Balassa Péter magyar esztéta, publicista, irodalomtörténész († 2003)
- június 19. – Salman Rushdie indiai születésű brit író, aki A sátáni versek című regényét ért támadások által lett világhírű
- június 22. – Octavia E. Butler amerikai sci-fi-szerző († 2006)
- június 29. – Csaplár Vilmos magyar író, forgatókönyvíró
- július 12. – Kenedi János magyar író, műkritikus
- július 21. – Lukács Sándor Kossuth- és Jászai Mari-díjas magyar színész, költő, érdemes és kiváló művész
- augusztus 24. – Paulo Coelho világhírű brazil író
- szeptember 19. – Viktor Jerofejev orosz író
- szeptember 21. – Stephen King amerikai író, a jelenkor egyik legolvasottabb szerzője, akit az úgynevezett popkultúra első számú írójaként szoktak emlegetni
- szeptember 25. – Kiss Irén magyar író, költő, színműíró
- 1947 – Ermanno Cavazzoni olasz író, forgatókönyvíró

## Halálozások
- február 5. – Hans Fallada német író, az „új tárgyilagosság” (Neue Sachlichkeit) irodalmi irányzat képviselője (* 1893)
- március 12. – Winston Churchill amerikai regényíró (* 1871)
- április 24. – Willa Cather amerikai regényírónő (* 1873)
- május 23. – Charles-Ferdinand Ramuz francia nyelvű svájci író (* 1878)
- július 30. – Kóda Rohan japán író, tudós, esszéista, költő (* 1867)
- november 9. – Szinnyei Ferenc irodalomtörténész (* 1875)